# 2006-os junior atlétikai világbajnokság
A 2006-os junior atlétikai világbajnokság volt a tizenegyedik junior vb. 2006. augusztus 15-től augusztus 20-ig rendezték a kínai Pekingben.

## Eredmények

### Férfiak
| Versenyszám        | Arany                                                                 | Arany       | Ezüst                                                                    | Ezüst       | Bronz                                                                                | Bronz       |
| ------------------ | --------------------------------------------------------------------- | ----------- | ------------------------------------------------------------------------ | ----------- | ------------------------------------------------------------------------------------ | ----------- |
| 100 m              | Harry Aikines-Aryeetey · GBR                                          | 10.37 SB    | Justyn Warner · CAN                                                      | 10.39       | Yohan Blake · JAM                                                                    | 10.42       |
| 200 m              | Marek Niit · EST                                                      | 20.96 NJ    | Brian Barnett · CAN                                                      | 21.00       | Alexander Nelson · GBR                                                               | 21.14       |
| 400 m              | Renny Quow · TRI                                                      | 45.74 PB    | Justin Oliver · USA                                                      | 45.78 PB    | Martyn Rooney · GBR                                                                  | 45.87       |
| 800 m              | David Rudisha · KEN                                                   | 1:47.40     | Jackson Kivuna · KEN                                                     | 1:47.64     | Abraham Chepkirwok · UGA                                                             | 1:47.79     |
| 1500 m             | Remmy Ndiwa · KEN                                                     | 3:40.44 SB  | Abdelati Iguider · MAR                                                   | 3:40.73     | Belal Mansoor Ali · BHR                                                              | 3:41.36     |
| 5000 m             | Tariku Bekele · ETH                                                   | 13:31.34    | Abreham Cherkos Feleke · ETH                                             | 13:35.95    | Joseph Ebuya · KEN                                                                   | 13:42.93    |
| 10 000 m           | Ibrahim Jeilan · ETH                                                  | 28:53.29    | Joseph Ebuya · KEN                                                       | 28:53.46 PB | Aadam Ismaeel Khamis · BHR                                                           | 28:54.30 NJ |
| 110 m gát          | Artur Noga · POL                                                      | 13.23 CR    | Samuel Coco-Viloin · FRA                                                 | 13.35 NJ    | Konstadinos Douvalidis · GRE                                                         | 13.39 NJ    |
| 400 m gát          | Chris Carter · USA                                                    | 50.08       | Bandar Shraheli · KSA                                                    | 50.34 PB    | Stanislav Melnykov · UKR                                                             | 50.43 PB    |
| 3000 m akadály     | Willy Komen · KEN                                                     | 8:14.00 CR  | Bisluke Kiplagat · KEN                                                   | 8:18.11 PB  | Abdelghani Aït Bahmad · MAR                                                          | 8:20.05 NJ  |
| 10 000 m gyaloglás | Bo Xiangdong · CHN                                                    | 42:50.26    | Huang Zhengyu · CHN                                                      | 43:13.29 PB | Yusuke Suzuki · JPN                                                                  | 43:45.62    |
| 4 × 100 m váltó    | JAM · Winston Barnes · Remaldo Rose · Cawayne Jervis · Yohan Blake    | 39.05 WJL   | USA · Evander Wells · Gordon McKenzie · Willie Perry · Brandon Myers     | 39.21 SB    | GBR · Rion Pierre · Alexander Nelson · Wade Bennett-Jackson · Harry Aikines-Aryeetey | 39.24 SB    |
| 4 × 400 m váltó    | USA · Quentin Summers · Justin Oliver · Bryshon Nellum · Chris Carter | 3:03.76 WJL | RUS · Maksim Dyldin · Dmitriy Buryak · Vyacheslav Sakaev · Anton Kokorin | 3:05.13 NJ  | GBR · Chris Clarke · Grant Baker · Kris Robertson · Martyn Rooney                    | 3:05.49 SB  |
| magasugrás         | Huang Haiqiang · CHN                                                  | 2.32 WJL    | Niki Palli · ISR                                                         | 2.29        | Bohdan Bondarenko · UKR                                                              | 2.26 PB     |
| rúdugrás           | Germán Chiaraviglio · ARG                                             | 5.71 CR     | Yang Yansheng · CHN                                                      | 5.54 PB     | Leonid Kivalov · RUS                                                                 | 5.42        |
| távolugrás         | Robert Crowther · AUS                                                 | 8.00 AJ     | Antone Belt · USA                                                        | 7.95 PB     | Zhang Xiaoyi · CHN                                                                   | 7.86        |
| hármasugrás        | Benjamin Compaoré · FRA                                               | 16.61 WJL   | Hugo Chila · ECU                                                         | 16.49       | Zhong Minwei · CHN                                                                   | 16.29       |
| súlylökés          | Margus Hunt · EST                                                     | 20.53 WJL   | Mostafa Abdul El-Moaty · EGY                                             | 20.14       | Guo Yanxiang · CHN                                                                   | 19.97       |
| diszkoszvetés      | Margus Hunt · EST                                                     | 67.32 WJ    | Mohammad Samimi · IRN                                                    | 63.00 NJ    | Martin Wierig · GER                                                                  | 62.17 PB    |
| gerelyhajítás      | John Robert Oosthuizen · RSA                                          | 83.07 CR    | Ari Mannio · FIN                                                         | 77.26       | Roman Avramenko · UKR                                                                | 76.01 PB    |
| kalapácsvetés      | Yevgeniy Aydamirov · RUS                                              | 78.42 CR    | Németh Kristóf · HUN                                                     | 78.39       | Marcel Lomnický · SVK                                                                | 77.06 NJ    |
| tízpróba           | Arkadiy Vasilyev · RUS                                                | 8059        | Yordani García · CUB                                                     | 7850        | Jordan Vandermade · NZL                                                              | 7807        |

### Nők
| Versenyszám        | Arany                                                                    | Arany       | Ezüst                                                                | Ezüst       | Bronz                                                                          | Bronz       |
| ------------------ | ------------------------------------------------------------------------ | ----------- | -------------------------------------------------------------------- | ----------- | ------------------------------------------------------------------------------ | ----------- |
| 100 m              | Tezdzhan Naimova · BUL                                                   | 11.28       | Gabby Mayo · USA                                                     | 11.42       | Carrie Russell · JAM                                                           | 11.42       |
| 200 m              | Tezdzhan Naimova · BUL                                                   | 22.99 PB    | Vanda Gomes · BRA                                                    | 23.59 SB    | Ewelina Klocek · POL                                                           | 23.63 PB    |
| 400 m              | Danijela Grgić · CRO                                                     | 50.78 WJL   | Sonita Sutherland · JAM                                              | 51.42       | Nawal El Jack · SUD                                                            | 51.67 SB    |
| 800 m              | Olga Cristea · MDA                                                       | 2:04.52 SB  | Winny Chebet · KEN                                                   | 2:04.59 PB  | Rebekah Noble · USA                                                            | 2:04.90     |
| 1500 m             | Irene Jelagat · KEN                                                      | 4:08.88 PB  | Mercy Kosgei · KEN                                                   | 4:12.48     | Yuriko Kobayashi · JPN                                                         | 4:12.88     |
| 3000 m             | Veronica Wanjiru · KEN                                                   | 9:02.90 SB  | Pauline Korikwiang · KEN                                             | 9:05.21     | Song Liwei · CHN                                                               | 9:06.35 PB  |
| 5000 m             | Xue Fei · CHN                                                            | 15:31.61 PB | Florence Kiplagat · KEN                                              | 15:32.34 PB | Mary Ngugi · KEN                                                               | 15:36.82 PB |
| 3000 m akadály     | Caroline Tuigong · KEN                                                   | 9:40.95 CR  | Ancuţa Bobocel · ROM                                                 | 9:46.19 AJR | Mekdes Bekele Tadese · ETH                                                     | 9:48.67     |
| 100 m gát          | Yekaterina Shtepa · RUS                                                  | 13.33 WJL   | Christina Vukicevic · NOR                                            | 13.34 NJ    | Tiffany Ofili · USA                                                            | 13.37 PB    |
| 400 m gát          | Kaliese Spencer · JAM                                                    | 55.11 WJL   | Nicole Leach · USA                                                   | 55.55       | Sherene Pinnock · JAM                                                          | 56.67 PB    |
| 10 000 m gyaloglás | Liu Hong · CHN                                                           | 45:12.84 PB | Tatyana Shemyakina · RUS                                             | 45:34.41    | Anamaria Greceanu · ROM                                                        | 46:45.67 PB |
| 4 × 100 m váltó    | USA · Jeneba Tarmoh · Alexandria Anderson · Elizabeth Olear · Gabby Mayo | 43.49       | FRA · Johanna Danois · Emilie Gaydu · Joellie Baflan · Céline Distel | 44.20       | JAM · Naffene Briscoe · Anasthasia Leroy · Carrie Russell · Schillonie Calvert | 44.22 SB    |
| 4 × 400 m váltó    | USA · Jessica Beard · Brandi Cross · Sa'de Williams · Nicole Leach       | 3:29.01 WJL | NGR · Folashade Abugan · Ajoke Odumosu · Joy Eze · Sekinat Adesanya  | 3:30.84 AJ  | JAM · Latoya McDermott · Sherene Pinnock · Sonita Sutherland · Kaliese Spencer | 3:31.62 SB  |
| magasugrás         | Svetlana Radzivil · UZB                                                  | 1.91 NJ     | Zheng Xingjuan · CHN                                                 | 1.88        | Annett Engel · GER · Yekaterina Yevseyeva · KAZ                                | 1.84        |
| rúdugrás           | Csou Jang · CHN                                                          | 4.30 PB     | Tina Šutej · SLO                                                     | 4.25 NJ     | Vicky Parnov · AUS                                                             | 4.20        |
| távolugrás         | Rhonda Watkins · TRI                                                     | 6.46        | Anika Leipold · GER                                                  | 6.42        | Zhang Yuan · CHN                                                               | 6.41        |
| hármasugrás        | Kaire Leibak · EST                                                       | 14.43 WJL   | Sha Li · CHN                                                         | 14.01 PB    | Liliya Kulyk · UKR                                                             | 14.01 PB    |
| súlylökés          | Melissa Boekelman · NED                                                  | 17.66 PB    | Denise Hinrichs · GER                                                | 17.35       | Irina Tarasova · RUS                                                           | 17.11 PB    |
| diszkoszvetés      | Dani Samuels · AUS                                                       | 60.63 WJL   | Pan Saili · CHN                                                      | 57.40 SB    | Tan Jian · CHN                                                                 | 56.09       |
| gerelyhajítás      | Sandra Schaffarzik · GER                                                 | 60.45 CR    | Vira Rebryk · UKR                                                    | 57.79 NJ    | Marharyta Dorozhon · UKR                                                       | 57.68 PB    |
| kalapácsvetés      | Bianca Perie · ROM                                                       | 67.38 CR    | Anna Bulgakova · RUS                                                 | 65.73       | Hao Shuai · CHN                                                                | 64.26       |
| hétpróba           | Tatyjana Csernova · RUS                                                  | 6227 WJL    | Ida Marcussen · NOR                                                  | 6020 NJ     | Yana Panteleyeva · RUS                                                         | 5979        |